# Suichuan
Der Kreis Suichuan (chinesisch 遂川县, Pinyin Suìchuān Xiàn) ist ein Kreis, der zum Verwaltungsgebiet der bezirksfreien Stadt Ji’an im mittleren Süden der chinesischen Provinz Jiangxi gehört. Er hat eine Fläche von 3.102 km² und zählt 535.974 Einwohner (Stand: Zensus 2010). Sein Hauptort ist die Großgemeinde Quanjiang (泉江镇).

## Administrative Gliederung
Auf Gemeindeebene setzt sich der Kreis aus elf Großgemeinden und zwölf Gemeinden zusammen. 